# Belvì
Belvì est une commune italienne de moins de 1 000 habitants située dans la province de Nuoro, dans la région Sardaigne. Elle a donné son nom à l'une des Barbagie de la province.

## Administration
| Période                                  | Période | Identité | Étiquette | Qualité |
| ---------------------------------------- | ------- | -------- | --------- | ------- |
|                                          |         |          |           |         |
| Les données manquantes sont à compléter. |         |          |           |         |

### Communes limitrophes
Aritzo, Atzara, Desulo, Meana Sardo, Sorgono, Tonara

### Évolution démographique
Habitants recensés